# Cerco da Lapa
O Cerco da Lapa foi um episódio militar envolvendo o Exército Brasileiro, a Guarda Nacional, a Polícia Militar do Paraná e voluntários, que ocorreu durante a Revolução Federalista no início de 1894, quando a cidade de Lapa tornou-se arena de um sangrento confronto entre as tropas republicanas, os chamados pica-paus (legalistas), e os maragatos (federalistas), contrários ao sistema presidencialista de governo. Os legalistas resistiram ao cerco por 26 dias, mas sucumbiram pela falta de munição e comida.
A batalha deu ao Marechal Floriano Peixoto, chefe da República, tempo suficiente para reunir forças e deter as tropas federalistas. Ao todo foram 938 homens entre forças regulares e civis voluntários, lutando contra as forças revolucionárias formadas por três mil combatentes. Os restos mortais do General Carneiro, assim como de muitos outros que tombaram durante a resistência, estão sepultados no Panteão dos Heróis.

## Contexto histórico

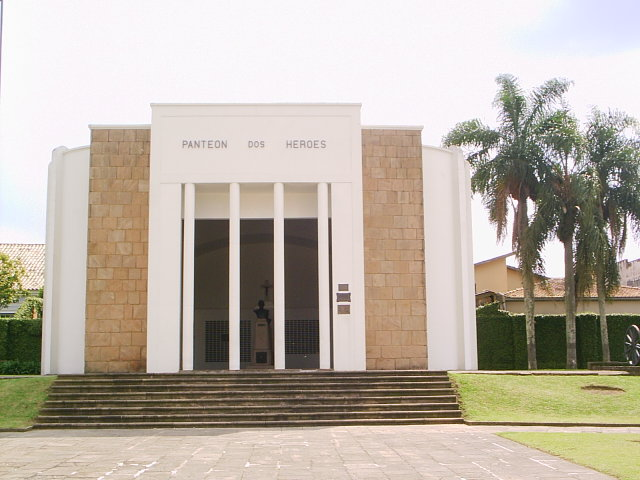
Panteão dos Heróis, onde jazem os corpos dos legalistas que combateram no Cerco da Lapa

Os meios da política do Paraná não se sentiram com entusiasmo a partir do princípio pela ideia da república. O manifesto republicano de 1870, favorável ao regime republicano, divulgado na província paulista, mais precisamente na Convenção de Itu, não era grandemente repercutido na província paranaense.
As ideias da república só ganharam força em 1888, na época em que um líder local de prestígio, Vicente Machado da Silva Lima, fez sua adesão estardalhaçando maiormente a causa da república, pregando ser necessária a descentralização da administração pública para proporcionar maior autonomia às províncias. Os meios de comunicação que difundiam as ideias da república foram o jornal A República, o Clube Republicano de Curitiba, fundado em 1885, e o Clube Republicano de Paranaguá, em 1887.
Diversos fatores foram favoráveis à difusão das ideias da república: a terceira idade do Imperador do Brasil Dom Pedro II; o isolamento do Império do Brasil, única monarquia na parte meridional da América Latina; e a atitude indiferente com que os fazendeiros passaram a tratar o regime monárquico depois de 13 de maio de 1888, data de assinatura da abolição da escravatura, que lhes trouxe prejuízo com sensibilidade.
Assim se explica a inexistência prática de qualquer reação popular à nova forma de governo: a população do Paraná continuou com indiferença, recebendo o regime republicano sem se manifestar, e estranha a tudo o que mudava na política.

### Situação paranaense

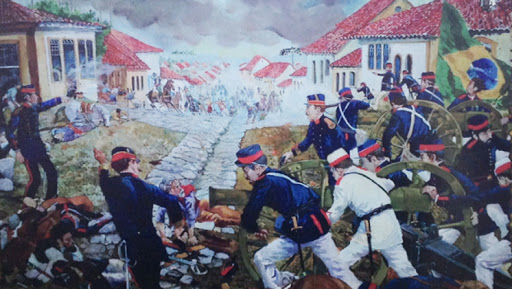
Cerco da Lapa.

O número de deputados que defendiam o desejo pela república no Paraná era de apenas um, dos 20 monarquistas de que era composta a antiga Assembleia Provincial.

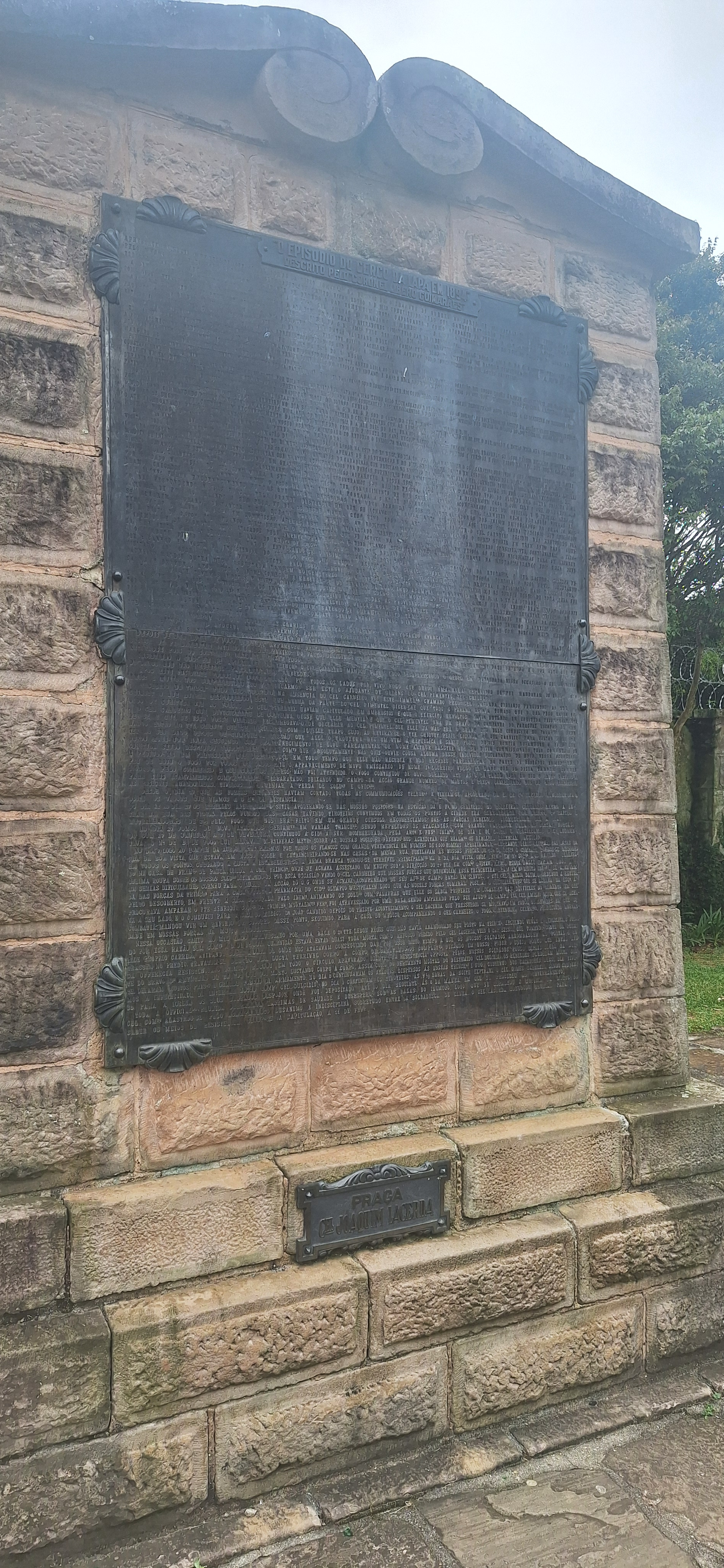
Relato do Cerco da Lapa pelo Coronel Libero Guimarães, em mural localizado ao lado do Panteão dos Heróis.

Ambos os maiores partidos políticos que existiram em tempos imperiais, o Partido Liberal e o Partido Conservador, foram adaptados às novas condições circunstanciais. O Partido Conservador, cujo líder era Ildefonso Pereira Correia, o futuro Barão do Cerro Azul, este autorizando depois a chefia por desejo de seu colega Vicente Machado da Silva Lima, foi transformado no Partido Republicano Federal, e os antigos liberais, cujo chefe era Generoso Marques dos Santos, foram os fundadores do Partido Republicano Paranaense. Os antigos liberais, que receberam afastamento do governo em 1889 com a Proclamação da República no Brasil, voltaram ao poder nas eleições estaduais no Paraná em 1891, em que se elegeu como presidente do Estado o doutor Generoso Marques dos Santos, substituindo a junta de governo dirigente estadual que esteve no poder a partir de 15 de novembro. Mas seu governo durou pouco tempo, por causa da mudança que ocorreu na política do Brasil, quando Manuel Deodoro da Fonseca renunciou, após o golpe de Estado que não teve êxito. De qualquer maneira, este governo que durou pouco tempo, deu assinatura à primeira constituição do Paraná, em 1891.

### Reviravolta de Floriano
O então vice-presidente Floriano Peixoto, que assumiu o cargo de presidente da República dos Estados Unidos do Brasil, como era assessor do então presidente Manuel Deodoro da Fonseca, deu afastamento do poder aos poderes executivo e legislativo de todos os 20 estados brasileiros da época que tinham apoiado a Proclamação da República. O estado paranaense foi administrado pela segunda vez por uma junta militar. Esta tinha a intenção de convocar segundas eleições de acordo com novas regras de eleição, com características bem marcantes da república:
1. As mesas de eleição receberiam fiscalização dos partidos políticos que tivessem interesse.[4]
2. O governador venceria as eleições por voto direto.
3. Os grupos minoritários seriam representados no poder legislativo estadual, por meio de um terço dos representantes no estado.[4]

A nova administração, tanto governadoria como Assembleia Legislativa, tomou posse no mês de fevereiro do ano de 1892. Deste modo, passou a chefiar no poder o Partido Republicano Federal, do qual se elegeu governador o doutor Francisco Xavier da Silva, cujo vice foi o doutor Vicente Machado da Silva Lima, este o líder de maior prestígio do estado na época.

### Partidários do Partido Federalista do Rio Grande do Sul em território gaúcho
O então presidente da República dos Estados Unidos do Brasil Floriano Peixoto desconfiava das tendências da política da monarquia imperial e do sistema parlamentar de governo de Silveira Martins, embora Castilhos tenha apoiado o ex-presidente Manuel Deodoro da Fonseca.
Nas eleições estaduais no Rio Grande do Sul, em 1893, foi eleito governador, com a maioria absoluta dos votos válidos, o jornalista Júlio de Castilhos. Os partidários do Partido Federalista do Rio Grande do Sul, liderados por Gaspar Silveira Martins, que estiveram insatisfeitos com a derrota, resolveram invadir o Paraná em 1893, com tropas que vieram do Uruguai, onde se organizaram.
Então começou a Revolução Federalista, a mais bárbara já ocorrida em território brasileiro, que se ensanguentou por muito tempo em diversas unidades federativas do Brasil.

## Dia Nacional do Cerco da Lapa
Em 21 de dezembro de 2017, foi sancionado pelo Presidente Michel Temer o projeto de Lei que criou o Dia Nacional do Cerco da Lapa (Lei 13.570, de 21 de dezembro de 2017) a ser comemorado todo dia 9 de fevereiro.